# Annik Levesque
Annik Levesque (* 1979) ist eine kanadische Biathletin.
Annik Levesque startet für den Camrose Ski Club, für den sie auch als Assistenztrainerin arbeitet. Ihre ersten bedeutenden internationalen Einsätze hatte sie im Rahmen der Nordamerikanischen Meisterschaften im Sommerbiathlon 2008 in Canmore. Weniger erfolgreich war die Kanadierin dabei auf Skirollern. Im Einzel wurde sie 15., im Sprint 12. und in der Verfolgung 14. Erfolgreicher war sie bei den Crosslauf-Wettkämpfen, wo sie sowohl im Sprint wie auch in der Verfolgung die Titel gewann. In der folgenden Saison 2008/09 des Biathlon-NorAm-Cups belegte sie in der Gesamtwertung den 25. Platz. Bei den nationalen Meisterschaften 2011 in Charlo verpasste Levesque mit der Mixed-Staffel als Viertplatzierte knapp eine erste nationale Medaille.